# A l'ombra de Kennedy
A l'ombra de Kennedy (originalment en anglès, LBJ) és una pel·lícula de drama polític estatunidenc del 2016 sobre l'inici de la presidència de Lyndon B. Johnson després de l'atemptat contra John F. Kennedy. Va ser dirigit per Rob Reiner i escrit per Joey Hartstone, el guió del qual estava a l'enquesta The Black List del 2014. La pel·lícula és protagonitzada per Woody Harrelson com a president titular, juntament amb Richard Jenkins, Bill Pullman, Kim Allen, Michael Stahl-David, Jennifer Jason Leigh, Jeffrey Donovan, Doug McKeon, C. Thomas Howell i Michael Mosley. La versió doblada al català es va emetre el 15 d'octubre de 2021 a TV3.
El rodatge principal va tenir lloc a Nova Orleans, Baton Rouge, Dallas i Washington DC de setembre a desembre de 2015. La pel·lícula es va exhibir al Festival Internacional de Cinema de Toronto el 9 de setembre de 2016. Es va estrenar als cinemes estatunidencs el 3 de novembre de 2017. La pel·lícula va rebre valoracions contradictòries de la crítica, que la van qualificar de "lectura superficial" i van criticar el maquillatge de Harrelson. Alguns crítics la van comparar negativament amb la pel·lícula d'HBO del 2016 sobre Johnson, All the Way.

## Repartiment

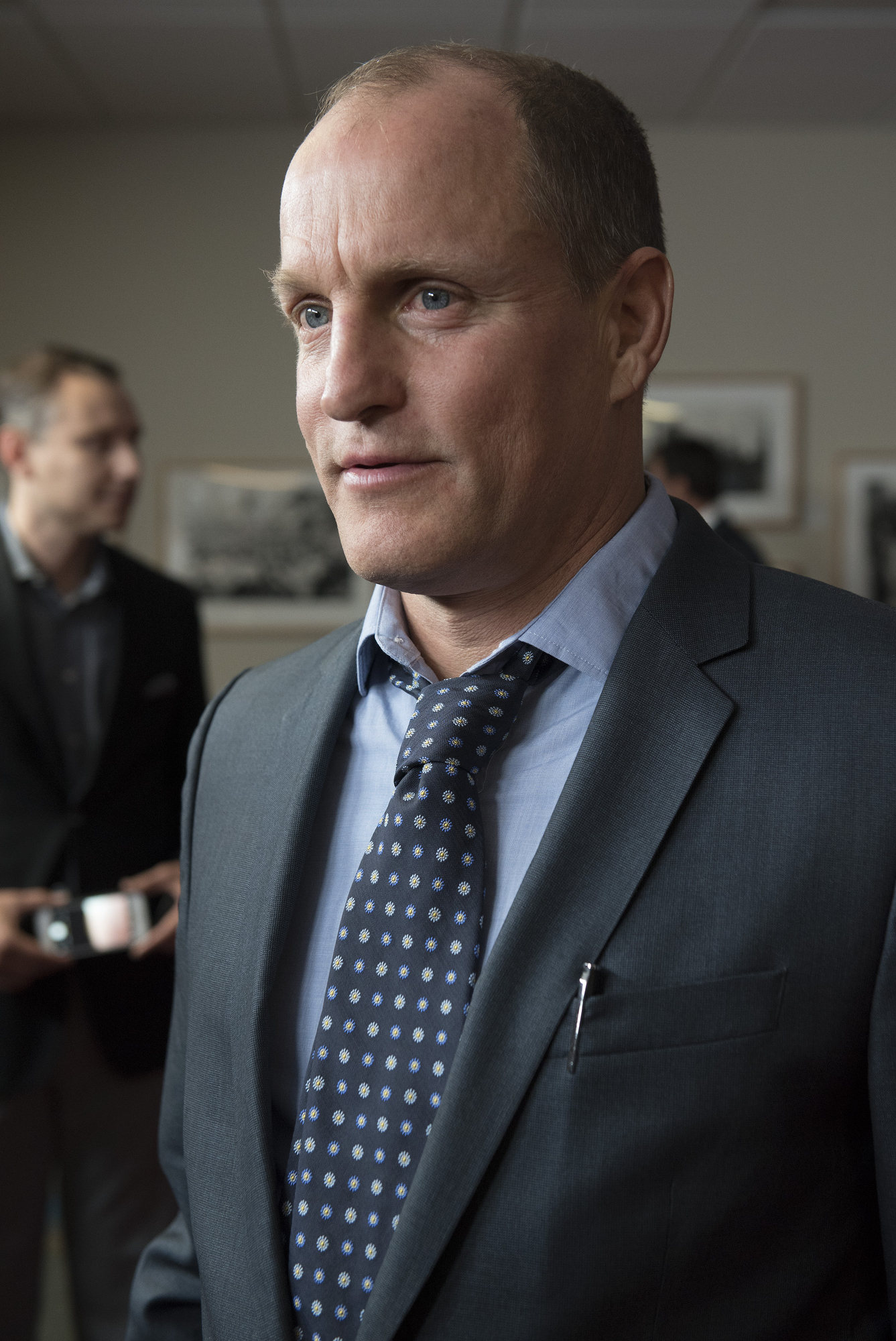
Harrelson parla amb els mitjans de comunicació abans d'una projecció de la pel·lícula a la Biblioteca Presidencial de Lyndon Baines Johnson

- Woody Harrelson com a Lyndon B. Johnson[3]
- Jennifer Jason Leigh com a Lady Bird Johnson[4]
- Michael Stahl-David com a Robert F. Kennedy[5]
- Richard Jenkins com al senador Richard Russell[6]
- Bill Pullman com al senador Ralph Yarborough[7]
- Jeffrey Donovan com a John F. Kennedy[8]
- Kim Allen com a Jacqueline Kennedy[9]
- Brent Bailey com a Ted Sorensen[10]
- John Burke com a John Connally[10]
- John Ellison Conlee com a George Reedy
- Oliver Edwin com a Bill Moyers[11]
- Darrel Guilbeau com a Jack Valenti[11]
- Gary Grubbs com al senador Everett Dirksen
- C. Thomas Howell com a Walter Jenkins[12]
- Wallace Langham com a Arthur M. Schlesinger Jr.
- Kate Butler com a Juanita Roberts
- Doug McKeon com a Hubert Humphrey[13]
- Michael Mosley com a Kenneth O'Donnell[14]
- Tim Ransom com a Larry O'Brien[10]
- Rich Sommer com a Pierre Salinger[10]
- Brian Stepanek com a Rufus Youngblood[10]